# Dallas (Geòrgia)
Dallas és una població dels Estats Units a l'estat de Geòrgia. Segons el cens del 2000 tenia 5.056 habitants.

## Demografia
Segons el cens del 2000, Dallas tenia 5.056 habitants, 2.014 habitatges, i 1.303 famílies. La densitat de població era de 432,8 habitants per km².
Dels 2.014 habitatges en un 37,3% hi vivien nens de menys de 18 anys, en un 43% hi vivien parelles casades, en un 16,6% dones solteres, i en un 35,3% no eren unitats familiars. En el 30,2% dels habitatges hi vivien persones soles el 10,3% de les quals corresponia a persones de 65 anys o més que vivien soles. El nombre mitjà de persones vivint en cada habitatge era de 2,43 i el nombre mitjà de persones que vivien en cada família era de 3,01.
Per edats la població es repartia de la següent manera: un 28,4% tenia menys de 18 anys, un 12,1% entre 18 i 24, un 32,3% entre 25 i 44, un 14,8% de 45 a 60 i un 12,4% 65 anys o més.
L'edat mediana era de 29 anys. Per cada 100 dones de 18 o més anys hi havia 74,8 homes.
La renda mediana per habitatge era de 33.750 $ i la renda mediana per família de 38.308 $. Els homes tenien una renda mediana de 30.245 $ mentre que les dones 21.747 $. La renda per capita de la població era de 15.811 $. Entorn del 8,8% de les famílies i el 10% de la població estaven per davall del llindar de pobresa.

## Poblacions més properes
El següent diagrama mostra les poblacions més properes.